# Штајмел
Штајмел (њем. Steimel) општина је у њемачкој савезној држави Рајна-Палатинат. Једно је од 62 општинска средишта округа Нојвид. Према процјени из 2010. у општини је живјело 1.298 становника. Посједује регионалну шифру (AGS) 7138070.

## Географски и демографски подаци
Штајмел се налази у савезној држави Рајна-Палатинат у округу Нојвид. Општина се налази на надморској висини од 326 метара. Површина општине износи 5,6 km². У самом мјесту је, према процјени из 2010. године, живјело 1.298 становника. Просјечна густина становништва износи 232 становника/km².